# Anton Mang
Anton ("Toni") Mang (Inning, Alemania, 29 de septiembre de 1949) es un expiloto de motocicletas que participó en el Campeonato del Mundo de Motociclismo.

## Biografía

### Primeros años
Cuando tenía 11 años tuvo su primera moto, una DKW RT 125, pero luego se dedicó a las carreras de bicicletas en la nieve con esquíes. Tuvo éxito en este deporte ganando el campeonato alemán, así como el campeonato de Europa a los 16 años.
Aun así, tenía interés en las competiciones de motor y tomó parte en carreras de velocidad de 50 cc con una Kreidler; dos años después tuvo que dejar las carreras por problemas mecánicos.

### Competición profesional
En 1970, Mang entró como mecánico en el entonces equipo puntero en 125cc de Dieter Braun que participaba en el Campeonato del Mundo de Velocidad. Junto con Sepp Schloegl y Alfons Zender, desarrollaron la "Schloegl Mang Zender" (SMZ 250). Con esa moto participó y ganó una carrera desarrollada en el aeropuerto de Augsburgo. En 1975 ganó en campeonato alemán de 350cc con una Yamaha. También en 1975 participó en su primer Gran Premio, el de Austria.
Su primera victoria en un Gran Premio fue en 1976 en la categoría de 125 cc con una Morbidelli en el Gran Premio de Alemania en Nürburgring a la edad de 22 años. Este triunfo le permitió entrar, en la temporada de 1978, en el equipo oficial de Kawasaki para las categorías de 250cc y 350cc. En la temporada de 1978 consiguió el campeonato de 250cc y quedó subcampeón en 350cc, por detrás de Jon Ekerold. En 1981 ganó el campeonato del mundo de las dos categorías, 250 y 350 cc y fue nombrado Deportista alemán del año. En 1982 consiguió el último campeonato del mundo de 350 cc, pues a partir de esa temporada se suprimió dicha categoría. Esa temporada perdió el campeonato de 250 cc al caerse cuando le faltaba solo un punto para alcanzarlo, después de haber vencido en cinco carreras.
En 1983 pasó a la categoría de 500 cc pero durante el invierno tuvo un accidente esquiando y no pudo empezar a correr hasta el mes de agosto. Esa temporada no terminó por encima del puesto décimo en ninguna de las carreras en las que participó. Al año siguiente (1984), Mang volvió a los 250 cc y terminó quinto en el campeonato con una Yamaha privada. En 1986 terminó segundo en 250 cc tras Freddie Spencer. En 1986 terminó cuarto en el campeonato de 250 cc, y ese mismo año terminó la relación con su mecánico y amigo Sepp Schloegl.
En 1987 conquistó el campeonato de 250 cc por tercera vez con ocho victorias consecutivas. A sus 38 años fue el campeón del mundo de mayor edad. La temporada de 1988 la comenzó con una victoria, pero las secuelas de una mala caída en el circuito de Rijeka en Yugoslavia le obligaron a abandonar. Mang se retiró con 42 victorias en Grandes Premios. La Federación Internacional de Motociclismo le nombró en 2001 Leyenda de los Grandes Premios.

## Resultados en el Campeonato del Mundo
Sistema de puntuación desde 1969 hasta 1987:
| Posición | 1.º | 2.º | 3.º | 4.º | 5.º | 6.º | 7.º | 8.º | 9.º | 10.º |
| Puntos   | 15  | 12  | 10  | 8   | 6   | 5   | 4   | 3   | 2   | 1    |

Sistema de puntuación desde 1988 hasta 1991:
| Posición | 1.º | 2.º | 3.º | 4.º | 5.º | 6.º | 7.º | 8.º | 9.º | 10.º | 11.º | 12.º | 13.º | 14.º | 15.º |
| Puntos   | 20  | 17  | 15  | 13  | 11  | 10  | 9   | 8   | 7   | 6    | 5    | 4    | 3    | 2    | 1    |

### Carreras por año
(Carreras en negrita indica pole position; Carreras en cursiva indica vuelta rápida)
| Temporada | Categoría | Equipo        | 1       | 2       | 3       | 4       | 5       | 6       | 7       | 8       | 9       | 10      | 11      | 12      | 13      | 14    | 15      | Pts. | Pos. |
| --------- | --------- | ------------- | ------- | ------- | ------- | ------- | ------- | ------- | ------- | ------- | ------- | ------- | ------- | ------- | ------- | ----- | ------- | ---- | ---- |
| 1975      | 350cc     | SMZ           | FRA -   | ESP -   | AUT 6   | GER -   | NAT -   | IOM -   | NED -   | FIN -   | CZE -   | YUG -   |         |         |         |       |         | 5    | 26.º |
| 1976      | 125cc     | Morbidelli    | FRA -   | AUT Ret | NAT -   |         | NED 6   | BEL 13  | SWE -   | FIN 7   |         | GER 1   | ESP 4   |         |         |       |         | 32   | 5.º  |
| 1976      | 350cc     | Yamaha        | FRA -   | AUT -   | NAT -   | IDM -   | NED -   | BEL -   | SWE -   | FIN Ret | CZE -   | GER -   | ESP 12  |         |         |       |         | 0    | -    |
| 1977      | 125cc     | Morbidelli    | VEN 2   | AUT 20  | GER 3   | NAT 4   | ESP Ret | FRA Ret | YUG 7   | NED 4   | BEL 3   | SWE 14  | FIN Ret |         | GBR 8   |       |         | 55   | 5.º  |
| 1977      | 250cc     | Bimota-Yamaha | VEN -   |         | GER -   | NAT -   | ESP Ret | FRA -   | YUG 14  | NED Ret | BEL Ret | SWE -   | FIN -   | CZE Ret | GBR -   |       |         | 0    | -    |
| 1977      | 500cc     | Suzuki        | VEN -   | AUT -   | GER 8   | NAT 10  |         | FRA Ret |         | NED -   | BEL -   | SWE Ret | FIN DNQ | CZE -   | GBR -   |       |         | 4    | 25.º |
| 1978      | 250cc     | Kawasaki      | VEN 7   | ESP 11  |         | FRA Ret | NAT 11  | NED Ret | BEL 7   | SWE 9   | FIN 4   | GBR 1   | GER 5   | CZE 10  | YUG 2   |       |         | 52   | 5.º  |
| 1978      | 350cc     | Kawasaki      | VEN -   |         | AUT Ret | FRA Ret | NAT DNQ | NED Ret |         | SWE 13  | FIN Ret | GBR Ret | GER 6   | CZE 7   | YUG 6   |       |         | 14   | 16.º |
| 1979      | 250cc     | Kawasaki      | VEN -   |         | GER 3   | NAT Ret | ESP 10  | YUG 6   | NED 4   | BEL DNS | SWE 4   | FIN -   | GBR 3   | CZE 4   | FRA 5   |       |         | 56   | 6.º  |
| 1979      | 350cc     | Kawasaki      | VEN -   | AUT 3   | GER 2   | NAT 4   | ESP Ret | YUG 6   | NED 4   |         |         | FIN 4   | GBR Ret | CZE 2   | FRA Ret |       |         | 63   | 4.º  |
| 1980      | 250cc     | Kawasaki      | NAT 1   | ESP 2   | FRA 2   | YUG 1   | NED 3   | BEL 1   | FIN 2   | GBR 2   | CZE 1   | GER 3   |         |         |         |       |         | 128  | 1.º  |
| 1980      | 350cc     | Kawasaki      | NAT Ret |         | FRA 4   |         | NED 3   |         |         | GBR 1   | CZE 1   | GER 2   |         |         |         |       |         | 60   | 2.º  |
| 1981      | 250cc     | Kawasaki      | ARG 14  |         | GER 1   | NAT 3   | FRA 1   | ESP 1   |         | NED 1   | BEL 1   | RSM 1   | GBR 1   | FIN 1   | SWE 1   | CZE 1 |         | 160  | 1.º  |
| 1981      | 350cc     | Kawasaki      | ARG 7   | AUT 2   | GER 1   | NAT 2   |         |         | YUG 1   | NED 1   |         |         | GBR 1   |         |         | CZE 1 |         | 103  | 1.º  |
| 1982      | 250cc     | Kawasaki      |         |         | FRA -   | ESP 3   | NAT 1   | NED 1   | BEL 1   | YUG Ret | GBR 2   | SWE 2   | FIN 6   | CZE 8   | RSM 1   | GER 1 |         | 117  | 2.º  |
| 1982      | 350cc     | Kawasaki      | ARG -   | AUT 2   | FRA -   |         | NAT 4   | NED 2   |         |         | GBR 3   |         | FIN 1   | CZE 2   |         | GER 2 |         | 81   | 1.º  |
| 1983      | 500cc     | Suzuki        | RSA -   | FRA -   | NAT -   | GER -   | ESP -   | AUT Ret | YUG -   | NED -   | BEL -   | GBR 12  | SWE 10  | RSM 10  |         |       |         | 2    | 18.º |
| 1984      | 250cc     | Yamaha        | RSA 5   | NAT 10  | ESP 7   | AUT 2   | GER 4   | FRA 1   | YUG Ret | NED 4   | BEL 7   | GBR 11  | SWE DNF | RSM 8   |         |       |         | 61   | 5.º  |
| 1985      | 250cc     | Honda         | RSA 2   | ESP 3   | GER 3   | NAT 5   | AUT 2   | YUG Ret | NED 3   | BEL 3   | FRA 2   | GBR 1   | SWE 1   | RSM 2   |         |       |         | 124  | 2.º  |
| 1986      | 250cc     | Honda         | ESP 2   | NAT 1   | GER 2   | AUT DNQ | YUG Ret | NED 2   | BEL 18  | FRA 5   | GBR Ret | SWE Ret | RSM 4   |         |         |       |         | 65   | 4.º  |
| 1987      | 250cc     | Honda         | JPN 8   | ESP Ret | GER 1   | NAT 1   | AUT 1   | YUG 7   | NED 1   | FRA Ret | GBR 1   | SWE 1   | CZE 1   | RSM 6   | POR 1   | BRA 7 | ARG Ret | 136  | 1.º  |
| 1988      | 250cc     | Honda         | JPN 1   | USA 8   | ESP Ret | EXP 7   | NAT 10  | GER 8   | AUT 10  | NED 3   | BEL 3   | YUG DNF | FRA -   | GBR -   | SWE -   | CZE - | BRA -   | 87   | 8.º  |